# 佐佐友房
佐佐友房（日语： 1854年2月20日—1906年9月28日）是一位日本教育家、评论家、政治家、原日本众议院议员。

## 生平
据说为日本战国时代武将佐佐成政的后代。三子佐佐弘雄曾担任熊本朝日新闻社社长和参议院议员。